# Вірменська католицька церква
Вірме́нська католи́цька це́рква (вірм. Հայ Կաթողիկէ Եկեղեցի, трансліт. Hay Kat’ołikē Ekełec’i; лат. Ecclesia armeno-catholica) — східно-католицький патріархат sui iuris, який знаходиться в євхаристійному спілкуванні з Латинською церквою, так і з 22 іншими східно-католицькими церквами, утворюючи разом Католицьку церкву. Вірменська католицька церква керується східним канонічним правом, а саме Кодексом канонів Східних Церков.
Предстоятелем Вірменської католицької церкви є Католикос-Патріарх Кілікії, головним собором і фактичним архиєпископським престолом є собор святого Іллі та святого Григорія Просвітителя в Бейруті, Ліван.

## Історія
Халкідонський собор 451 створив проблеми для Вірменської церкви, яка формально розірвала спілкування з халкедонськими церквами на 3-му Двінському синоді в 610 р. Деякі вірменські єпископи та громади зробили спроби відновити спілкування з халкедонськими церквами після 6-го Вселенського собору 681 р. Під час хрестових походів церква Вірменського царства Кілікія уклала унію з Католицькою церквою, яка не тривала довго.
Деякі вірмени прийняли католицтво, і за відсутності якоїсь конкретної Вірменської католицької церкви фактично стали латинниками. У Середньовічному Китаї вірмени прийняли католицизм, а також існувала вірменська францисканська католицька громада в Цюаньчжоу.
Перша унія Апостольської вірменської церкви з Римом тривала з 1195 по 1375 роки. Під впливом світських влад і тісного зв'язку Кілікійського царства з Заходом була укладена унія Вірменської церкви з Римом. Проте, унія не поширювалася за межі Кілікії і з розпадом 1375 року Кілікійського князівства припинила існування.
У 1439 році на Флорентійському соборі унія була відновлена, проте, охопила лише порівняно невелике число вірмен.
У 1630 році єпископ львівської єпархії Вірменської апостольської церкви Миколай Торосович публічно склав визнання католицької віри, а в 1635 році визнав владу папи Урбана VII, відновивши тим самим єдність із Римом. Так постала Львівська архієпархія Вірменської католицької церкви, що проіснувала до захоплення Львова радянським Союзом.
У 1742 році папа Бенедикт XIV виділив Вірменську католицьку церкву в окремий Патріархат, резиденція патріарха розташовувалася в Бейруті, а його юрисдикція поширювалася на територію південної частини Османської імперії. Політико-адміністративна система османів надавала національним меншинам адміністративну автономію під управлінням релігійних лідерів, у результаті чого всі вірмени-католики опинилися під цивільним управлінням Константинопольського православного патріарха ВАЦ. Це призвело до цілої низки труднощів для вірмен-католиків і навіть до їх гонінь. Лише у 1867 році, коли папа Пій IX об'єднав два престоли і перевів резиденцію патріарха до Константинополя.
Геноцид вірмен наприкінці Першої світової війни завдав жорстокого удару вірменській католицькій громаді: загинули 7 єпископів, 130 священників, 47 черниць і понад 100 000 мирян. У зв'язку з різким зменшенням вірменської громади в Туреччині вірмено-католицький синод, який зібрався в Римі в 1928 році, постановив знову перенести патріархат у Ліван (у Бейрут), а Константинополю (Стамбулу) дати статус архиєпархії.
У радянські часи Вірменська католицька церква зазнала переслідувань. Останній апостольський адміністратор о. Карапет Ділургян був заарештований у червні 1936 року і засланий у Кіровський край, і після повернення звідти вже не міг продовжувати офіційне служіння. 1940 року було заслано в Сибір близько 2500 вірмен-католиків Львова, а 1945 року був арештований останній апостольский адміністратор львівських вірмено-католиків о. Діонісій Каєтанович.
У листопаді 1992 року в Римі зібрався Синод вірмено-католицьких єпископів, який розглянув потреби Церкви в новій ситуації. У червні 1997 він знову зібрався в Римі для підготовки нового статуту Вірменської католицької церкви.

## Літургія та практики

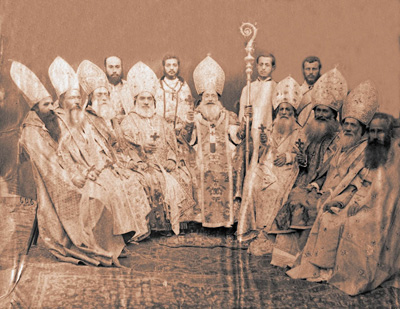
Збори єпископів в Єрусалимі, близько 1880 р. (Зверніть увагу на римський палій, який носив архієпископ у центрі)

Церква належить до групи Католицьких церков східного обряду, яка в літургії використовує вірменський обряд та вірменську мову. Вірменський обряд також використовується як і у Вірменській апостольській церкві. Він складений за вказівками святого Григорія Просвітителя, засновника та святого покровителя Вірменської церкви. На відміну від візантійського обряду, церкви вірменського обряду зазвичай позбавлені ікон і мають завісу, що приховує священика та вівтар від людей під час частин літургії. Використання єпископської митри та бездріжджового хліба нагадує про вплив західних місіонерів колись як на правовірних вірмен міафізитів, так і на католиків вірменського обряду.
Як і Вірменська апостольська церква, Вірменська католицька церква використовує григоріанський календар. Однак Вірменська католицька церква, як і більшість східних католицьких церков і Латинська церква, святкує Різдво Христове 25 грудня, а 6 січня святкує Хрещення Господнє, навідміну від Вірменської апостольської церкви, яка відзначає Різдво Христове і Хрещення Господнє 6 січня, в один день під загальною назвою Богоявлення.

## Вірменські католицькі громади
Окрім Вірменії, Грузії та Росії, Вірменська католицька церква широко зустрічається у вірменській діаспорі, зокрема в Лівані (де знаходиться штаб-квартира Вірменської католицької церкви), Сирії, Єгипті, Туреччині, Ірані, Франції, США, Канаді, Аргентині, Уругваї, Австралія.

### Вірменія, Грузія та Східна Європа

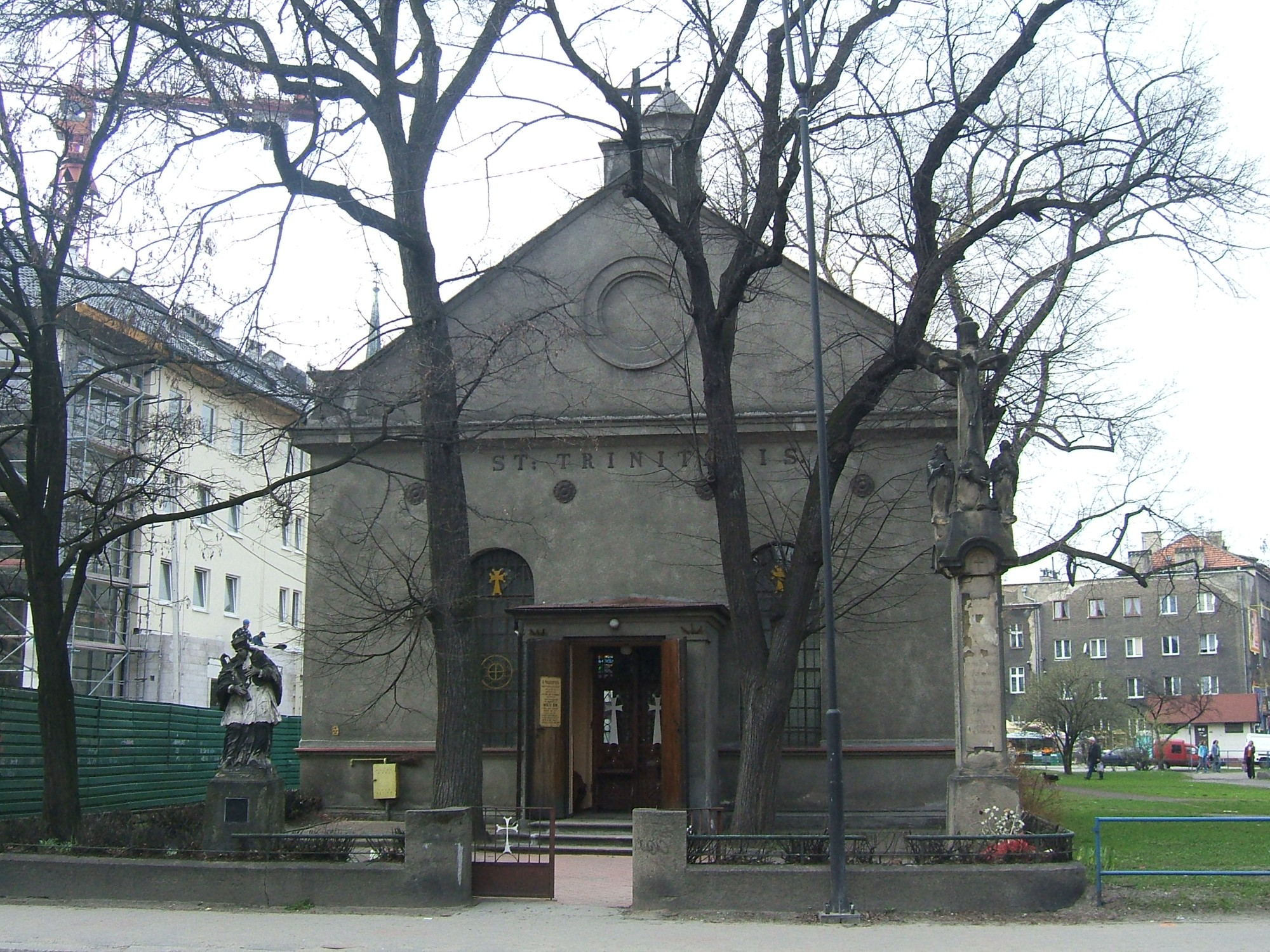
Католицька церква Вірменського обряду Святої Трійці у Гливицях, Польща, збудована у 1836-38 рр.

Вірменські католики походили з території сьогоднішньої Вірменії, Грузії та Східної Європи. Починаючи з кінця 1920-х років, переслідування спричинило еміграцію багатьох вірменських католиків. У 1991 році, після падіння Радянського Союзу, єпископ Риму, Папа Римський Іван Павло ІІ об'єднав громади Грузії та Росії з громадами Вірменії, створивши новий ординаріат Вірменії та Східної Європи з резиденцією в Гюмрі. Місто було обрано не випадково: більшість вірмен-католиків проживають у північних районах Вірменії. Це стало своєрідною основою для виправлення огорожі з основними релігіоністами по той бік кордону.
Сьогодні вірмени-католики Самцхе-Джавахети мешкають разом в Ахалцихе і в сусідніх селах, а також в регіонах Ахалкалакі та Ніноцмінда. Громади в двох останніх регіонах, які є переважно сільськими, знаходяться у досить віддалених районах, але найважливішою ланкою є історична пам'ять про католицизм.
Невелика семінарія була заснована в Гюмрі, Вірменія, в 1994 році; там кандидати на священство беруть участь у фундаментальних дослідженнях перед тим, як перейти до Папської колегії вірмен (створена в 1885 р.) у Римі, де вони займаються філософією та теологією.
У Росії також є десятки тисяч вірменських католиків через велику кількість міграції з Вірменії до Росії, яка відбулася після розпаду Радянського Союзу.

### Сполучені Штати та Канада

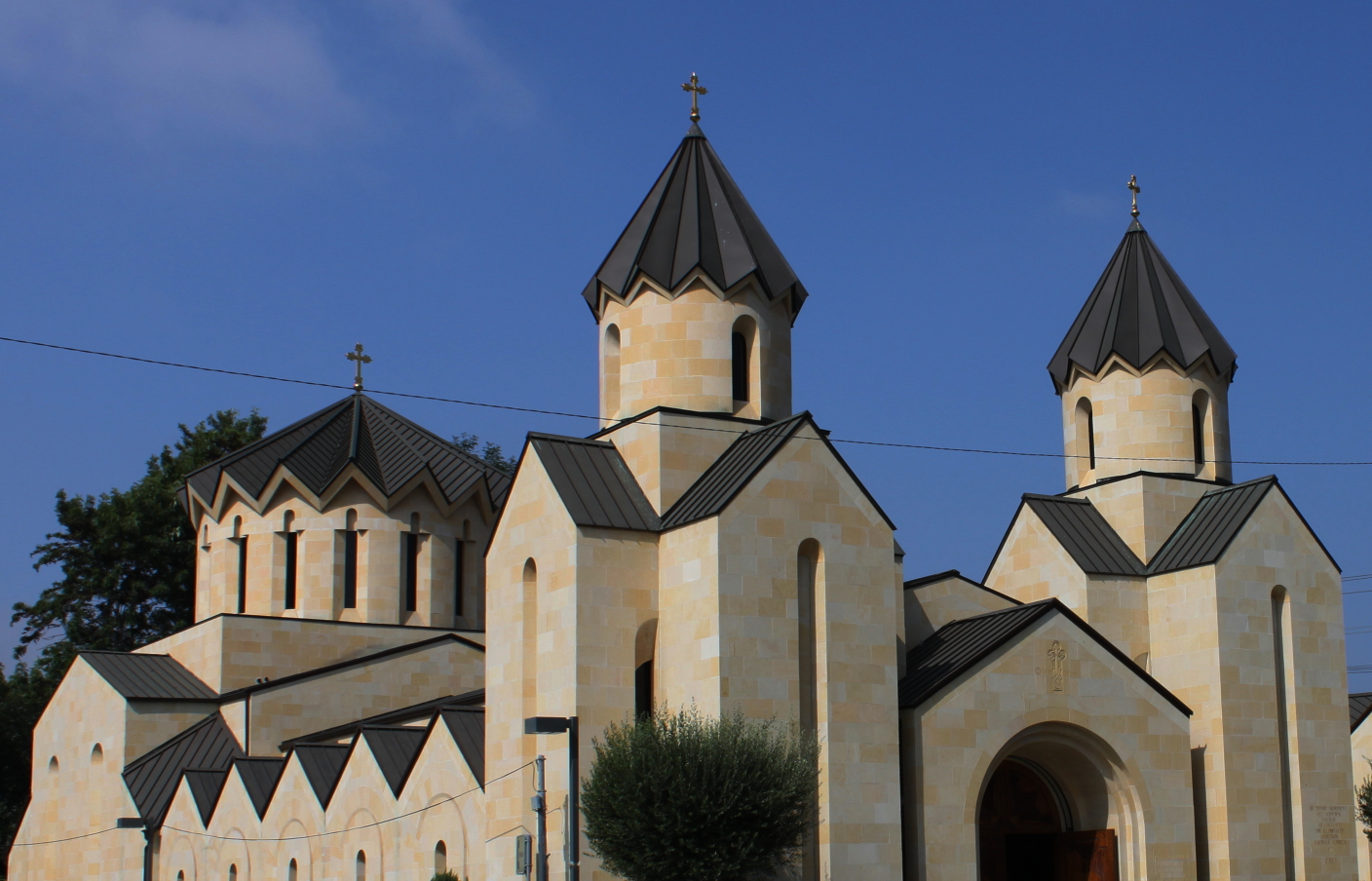
Вірменсько-католицький собор святого Григорія Ілюмінатора в Глендейлі, Каліфорнія

На сьогоднішній день у Північній Америці проживає близько 1,5 мільйона вірмен, з яких 35 000 належать Вірменській католицькій церкві.
У ХІХ столітті вірмени-католики із Західної Вірменії, переважно з міст Карін (Ерзурум), Константинополя, Мардіна та ін., приїжджали до США, шукаючи роботу. Наприкінці того ж століття багато тих, хто вижив після різанини в Хамідіані, зосередилися в кількох містах США, головним чином у Нью-Йорку. Католицькі вірменські громади також були засновані в Нью-Джерсі, Бостоні, Детройті, Лос-Анджелесі та інших містах Каліфорнії.
У багатьох містах також були засновані католицькі вірменські освітні організації. У Філадельфії та Бостоні були засновані коледжі вірменських сестер, які виховували сотні дітей. Пізніше подібний коледж був заснований у Лос-Анджелесі. Мехітаристи були зайняті проблемою збереження вірменської ідентичності. Зусиллями мехітаристів у Венеції та Відні було засновано Мехітаріанський коледж у Лос-Анджелесі.
Багато вірмен приїхали до США та Канади з країн Близького Сходу, Лівану та Сирії, в 1970-ті та в пізніші роки. Також багато вірмен іммігрували з Аргентини через економічну кризу. У той же час багато католицьких вірмен всередині США переїхали до Сан-Франциско, Сан-Дієго, Чикаго, Вашингтона, Атланта, Маямі та Індіанаполіс.
У 2005 році за рішенням Папи Римського Бенедикта XVI католицький екзархат США та Канади отримав статус єпархії. Він обслуговував 35 000 вірмен-католиків у США та близько 10 000 у Канаді. Єпископом, або єпархом єпархії, яка має юрисдикцію над канадськими та американськими католиками, які є членами Вірменської католицької церкви, став Мануель Батакян. Відповідно до випуску новин Конференції католицьких єпископів Сполучених Штатів Америки від 23 травня 2011 р. Папа Римський Бенедикт XVI призначив новим єпископом Єпархії Єпископа прот. Богоматір Нарезька у Нью-Йорку для вірменських католиків. Призначення єпископа Мурадяна, який народився в Лівані, було оприлюднено у Вашингтоні, 21 травня, архієпископом П'єтро Самбі, апостольським нунцієм у США.

### Франція
Поряд з Північною Америкою Франція утримує найбільшу кількість вірменських католиків за межами районів Близького Сходу та Східної Європи. Єпархія Сент-Круа-де-Пари була створена в 1960 році, а єпископом Гарабедом Армадуні був екзарх. З 1977 року єпархію очолює єпископ Крикор Габроян.
У єпархії, штаб-квартира якої знаходиться в Парижі, знаходиться близько 30 000 вірменських католиків. Єпархія має шість церков, крім собору Святого Хреста в Парижі: Арновіль-ле-Гонесс, Ліон, Марсель, Сен-Шамон, Севр і Валенс. Громада отців-мехітаристів проживає в Севрі, а монастир вірменських сестер Непорочного Зачаття управляє школою в Марселі.

## Демографія

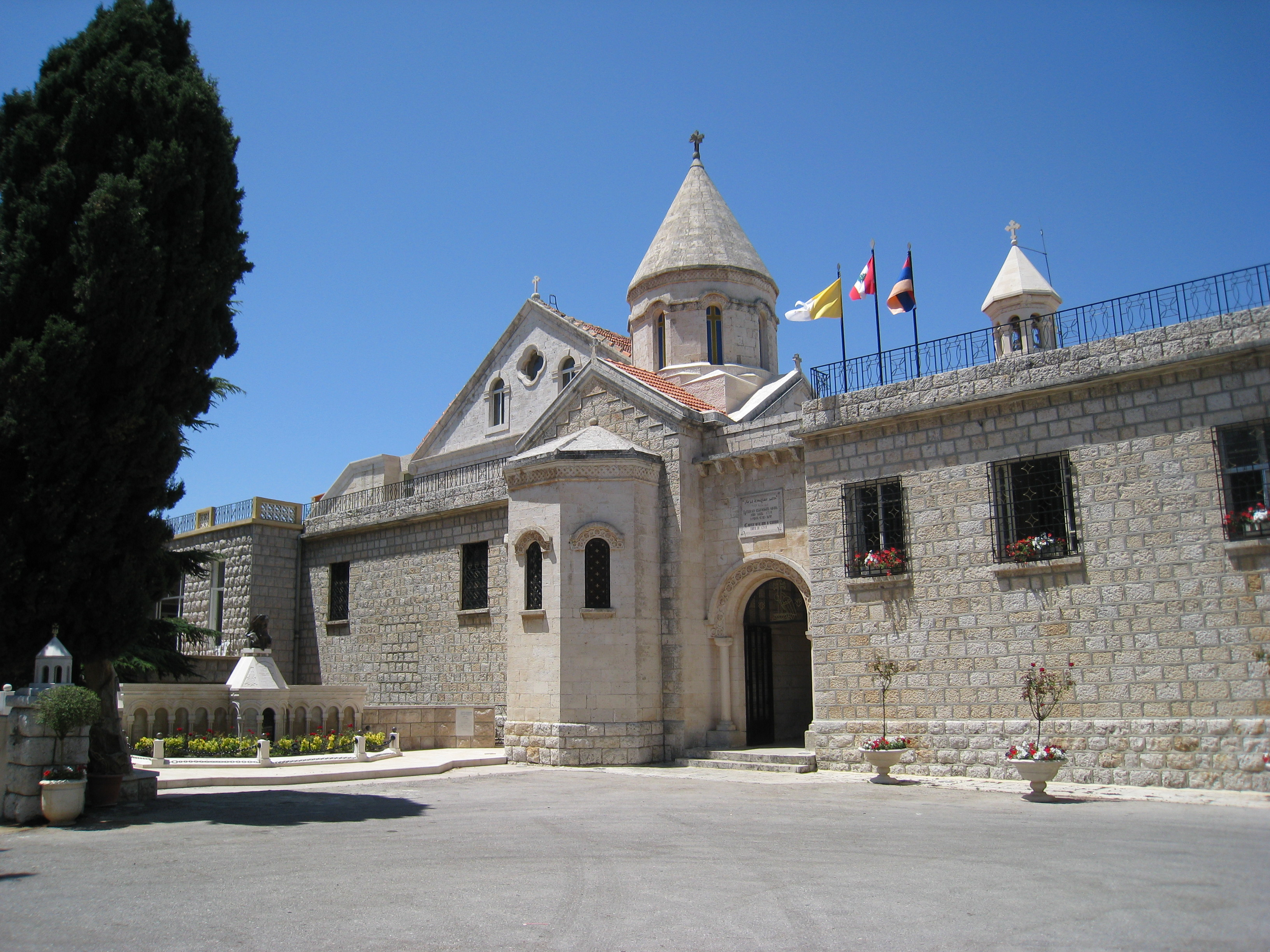
Штаб-квартира Вірменського католицького патріархату в Бзуммарі, Ліван

За оцінками XIX століття коливалося від 40,000 до 150,000 вірменських католиків у всьому світі та 136,400 у 1911 році.
Незалежні джерела оцінюють кількість вірмен католиків на початку XXI століття в 150,000.

## Структура

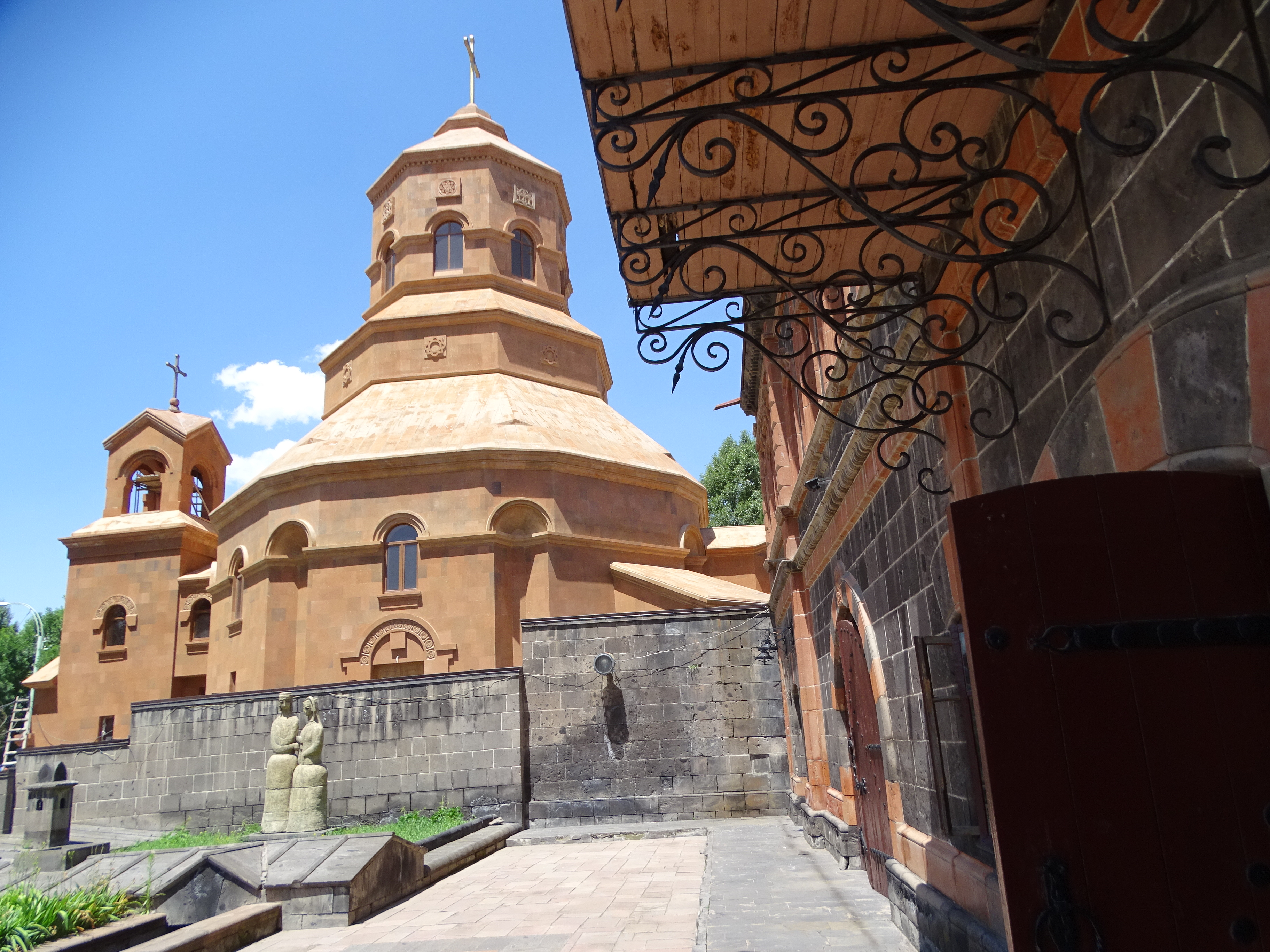
Собор святих мучеників у Ґюмрі, Вірменія

Вірменська католицька церква поділяється на архиєпархії, єпархії, апостольські екзархати, ординаріати для вірних східного обряду та патріарші екзархати, кожна з яких виконує функції, подібні до діоцезій.

### Поточна ієрархія

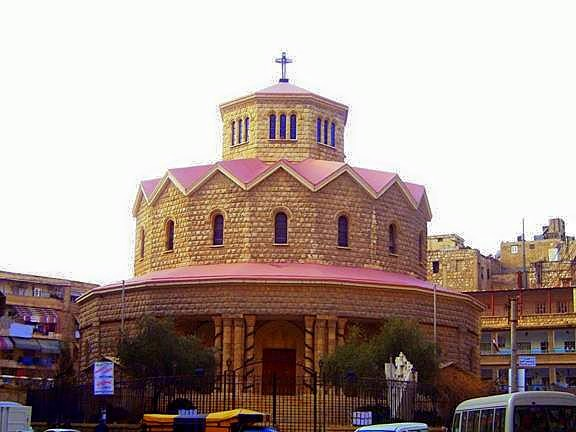
Вірменська католицька церква Святої Трійці в Алеппо, Сирія

Вірменський католицький патріархат Престолу в Кілікії є верховною владою Вірменської католицької церкви. Після смерти Крікора Бедроса XX Ґаброяна 25 травня 2021 року новим патріархом церкви був обраний 23 вересня Рафаел Бедрос XXI Мінассян.
Далі наводиться перелік юрисдикцій з їх кількістю прихильників.
| Архиєпархія (Архидіоцезії) | 1990            | 2000    | 2017    |
| --- | --------------- | ------- | ------- |
| Патріархат Килікії, також єдина митрополія як Вірменська католицька архиєпархії Бейруту, Лівану (власне патріархальна архиєпархія) | 15,000          | 12,000  | 12,500  |
| Архієпархія Алеппо (Халаб, Бероа), Сирія                                                                                           | 15,000          | 17,000  | 7,000   |
| Архієпархія Багдада, Ірак | 2,200           | 2,000   | 2,400   |
| Архієпархія Стамбула (Константинополя), Туреччина                                                                                  | 3,700           | 3,680   | 2,500   |
| Єпархія Львова, Україна | N/A             | N/A     | 0       |
| Суфраганські єпархії у митрополичій провінції Патріарха Кілікії                                                                    |                 |         |         |
| Іспахан, Іран | 2,200           | 2,200   | 150     |
| Александрія (Іскандерія) насправді в Каїрі, Єгипет                                                                                 | 1,500           | 1,287   | 6,500   |
| Камешлі ((Аль-) Камішлі), Сирія | 4,303           | 4,000   | 3,500   |
| Інші єпархії (діоцезії), в діаспорі                                                                                                |                 |         |         |
| Єпархія Богоматері Нарезької у Сполучених Штатах Америки та Канаді                                                                 | 34,000          | 36,000  | 36,000  |
| Єпархія Сент-Круа-де-Пари, Франція                                                                                                 | 30,000          | 30,000  | 35,000  |
| Єпархія святого Григорія Нарецького, Буенос-Айрес                                                                                  | створена в 1989 | 16,000  | 16,350  |
| Апостольські екзархати (місіонерські, безпосередньо залежать від Святого Престолу)                                                 |                 |         |         |
| Вірменсько-католицький апостольський екзархат Латинської Америки та Мексики                                                        | 30,000          | 12,000  | 12,000  |
| Ординаріати для вірних східних обрядів                                                                                             |                 |         |         |
| Греція (Атени) | 650             | 600     | 200     |
| Ординаріат для Румунії (Герла) | N/A             | 1,000   | 626     |
| Східна Європа (крім Румунії) (Гюмрі, Вірменія)                                                                                     | створена в 1991 | 220,000 | 618,000 |
| Патріарші екзархати |                 |         |         |
| Дамаск, частина Сирії | 9,000           | 8,000   | 4,500   |
| Єрусалим та Амман (Йорданія та Свята Земля)                                                                                        | N/A             | 280     | 500     |
| Разом | 142,853         | 362,047 | 757,726 |

### Титулярна ієрархія

#### Титулярні митрополичі архієпархії
Ахріда (Охрид), Пессін, Траянополіс в Родопах

#### Титулярні немитрополичні архепархії
Халкідон, Колонія у Вірменії, Мардін, Нісібіс вірмен, Себаста, Тарс

#### Титулярні єпархії
Адана, Аміда, Аназарб, Анкіра, Артвін, Цезарія в Каппадокії, Гарін, Харпут, Мараск, Мелітен, Муш, Пруса, Токат, Трапез

## Публікації
Вірменська католицька церква видає ряд публікацій:
- Аведік, офіційний орган церкви
- «Avedaper Verelk», релігійне, духовне та культурне видання Вірменської католицької церкви св. Григорія
- «Avedaper», щотижневий бюлетень вірменських католицьких єпархій
- Gantch Hrechdagabedin, офіційне видання монастиря Богоматері Бзоммара
- Massis, загальне щомісячне видання
- Церковні бюлетені

Вірменська католицька церква має преси, які видають багато богослужбових, духовних книг, публікацій, брошур та перекладів із загальнокатолицьких видань.

## Галерея

Вірменські католицькі парафії
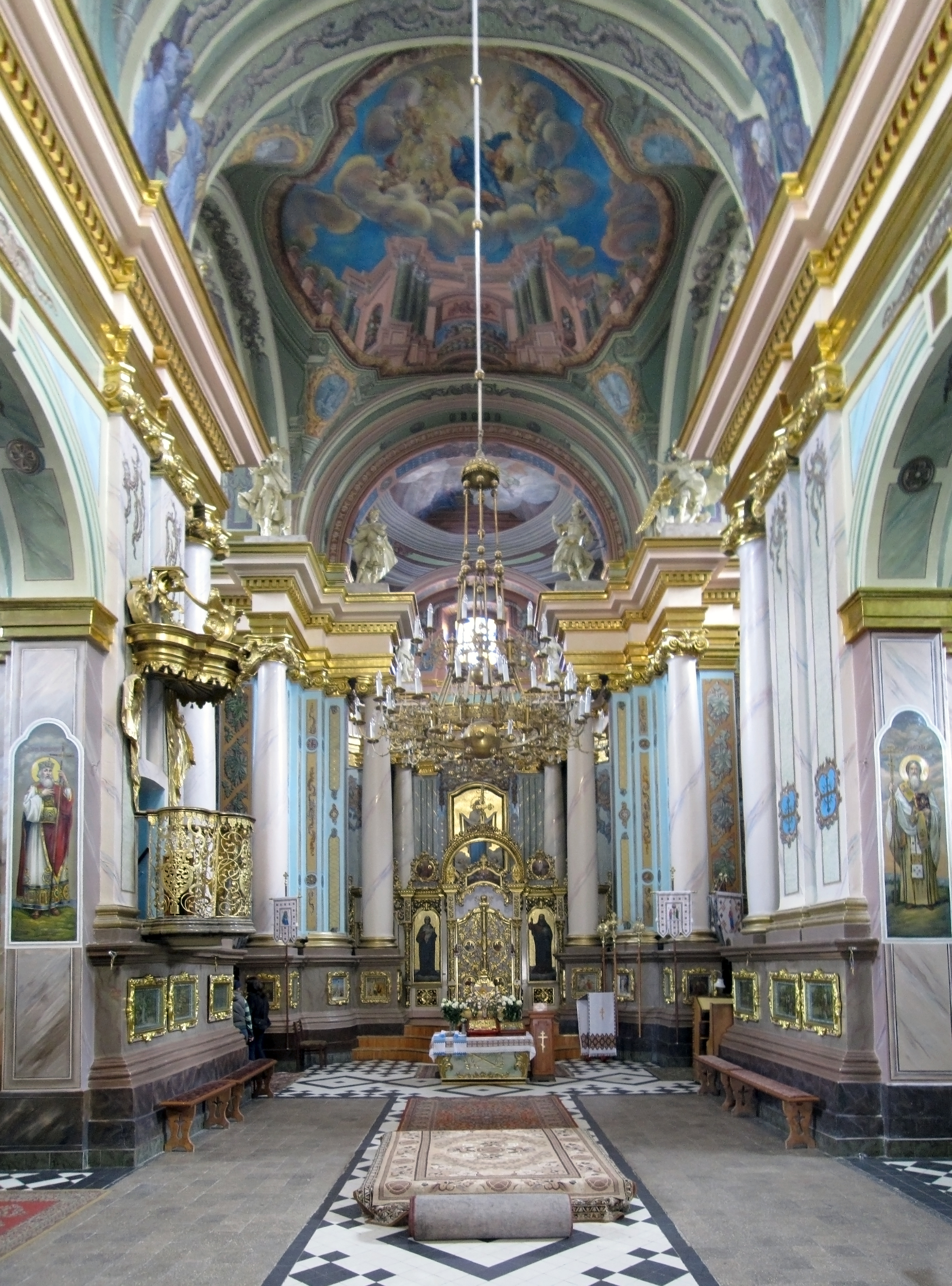
Інтер'єр Вірменської церкви в Івано-Франківську, Україна (1763)
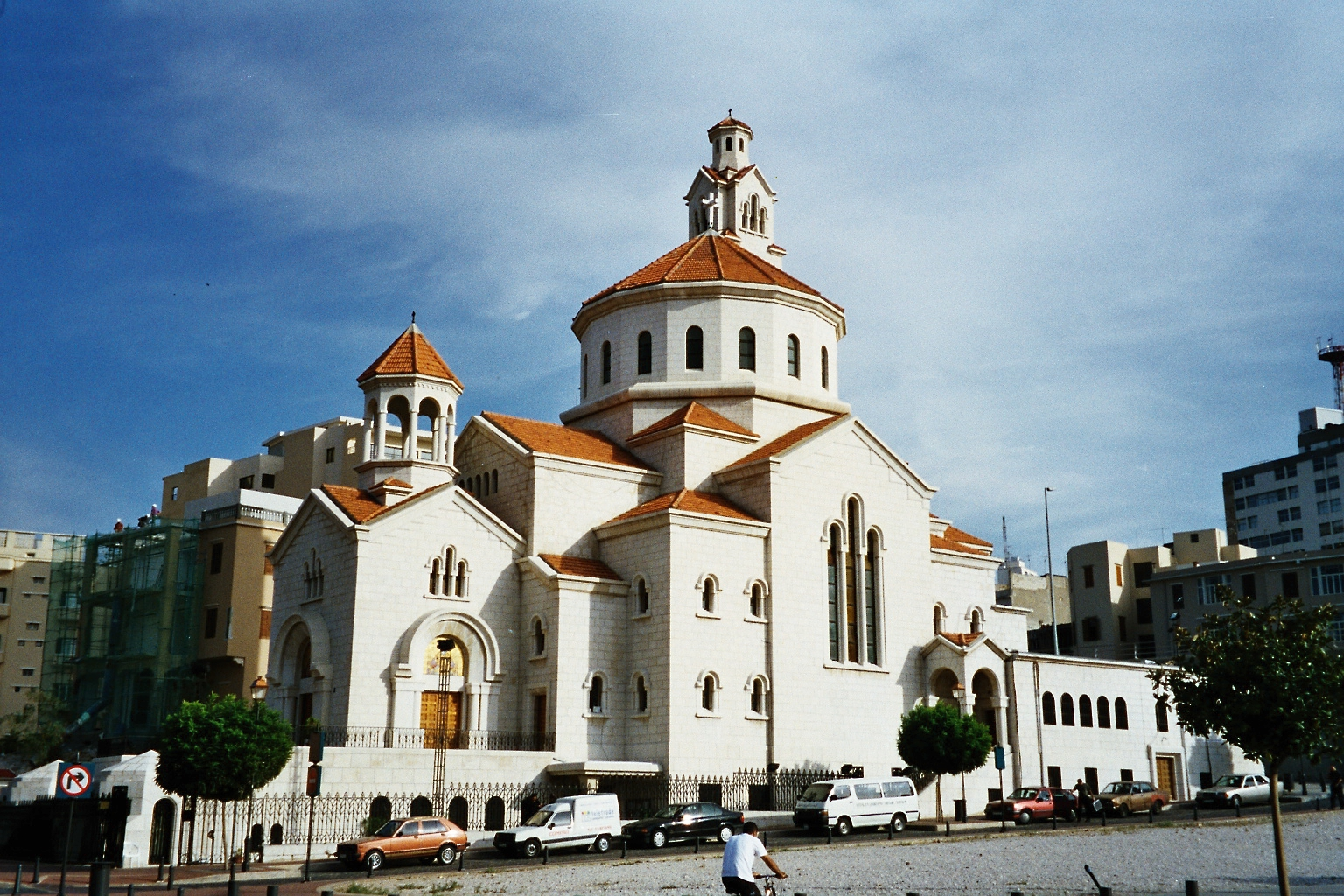
Григорій Просвітлювач - Церква Святого Елі, площа Дебба, центр міста Бейрут, Ліван (1909)
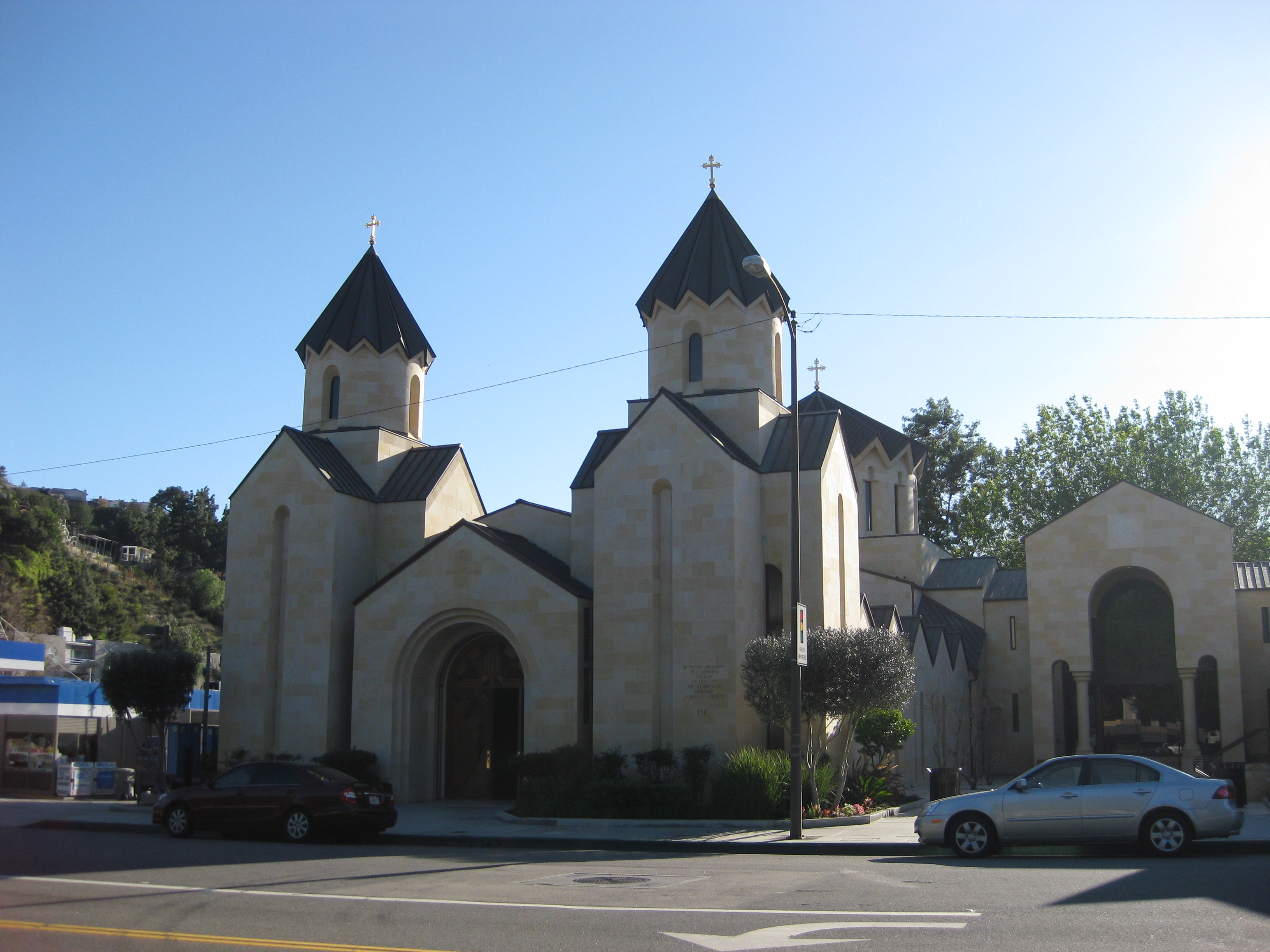
Собор святого Григорія Просвітлювача, Глендейл, Каліфорнія (2001)
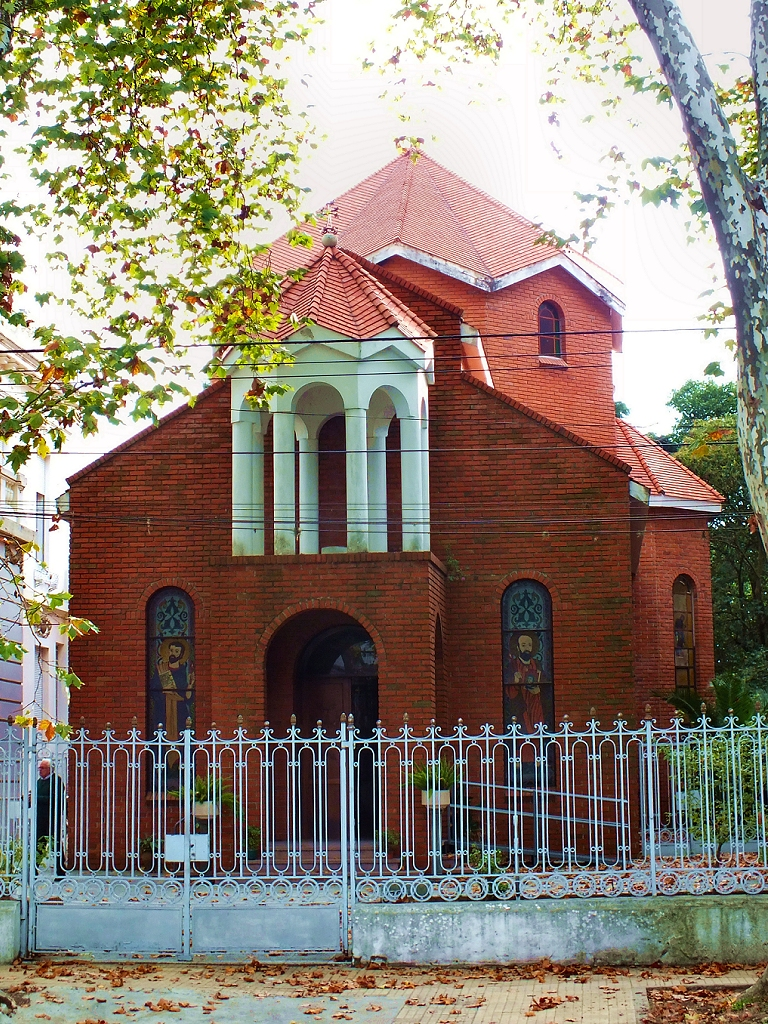
Вірменсько-католицький собор Богоматері Бзоммара, Монтевідео, Уругвай
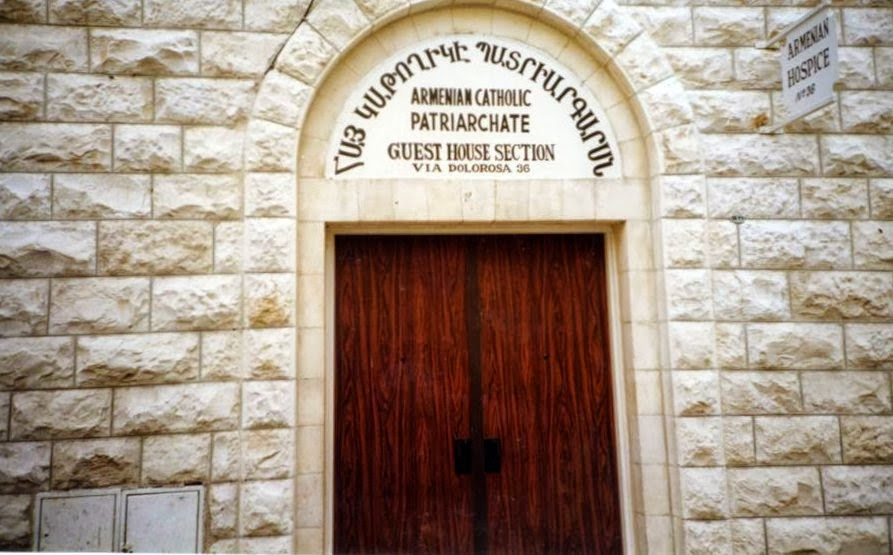
Вірменський католицький патріархат в Єрусалимі (1996)
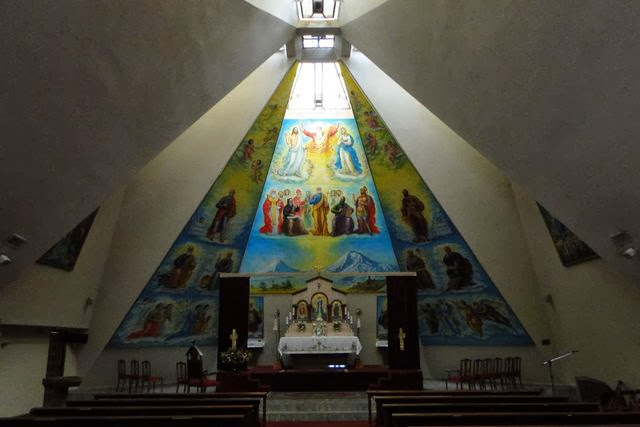
Внутрішній вигляд Вірменської католицької церкви (Буенос-Айрес)
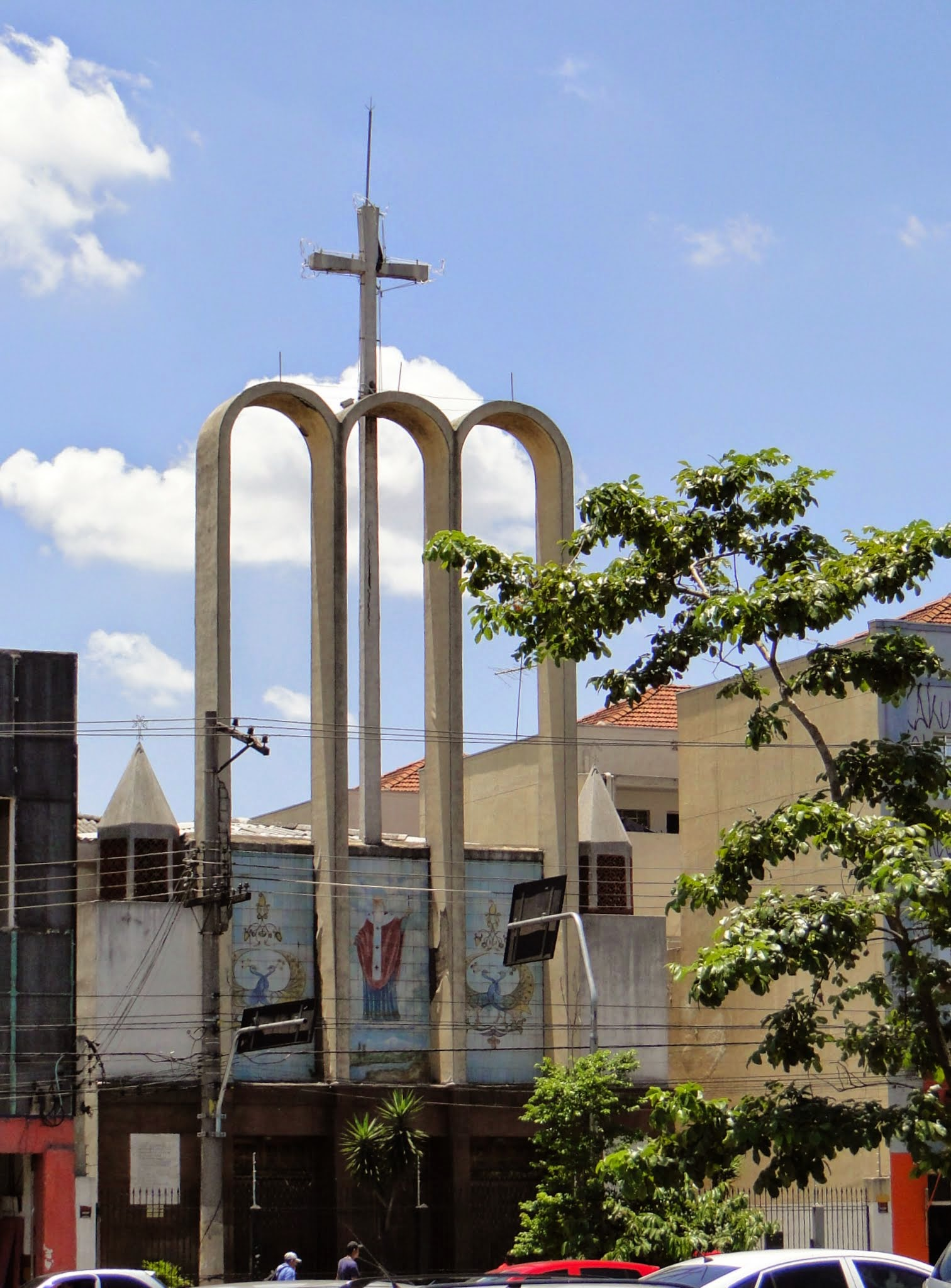
Вірменська католицька церква в Сан-Паулу